# 普萊森特格羅夫鎮區 (北卡羅萊納州蘭道夫縣)
普萊森特格羅夫鎮區（英語：Pleasant Grove Township）是位於美國北卡羅萊納州蘭道夫縣的一個鎮區。

## 地方資料
普萊森特格羅夫鎮區的面積為40.14平方千米，皆為陸地。根據2020年美國人口普查的數據，當地共有人口497人，而人口密度為每平方千米12.38人。